# Ondřej Kúdela
Ondřej Kúdela (Bojkovice, Uherské Hradiště, Zlín, 26 de marzo de 1987) es un futbolista checo que juega de defensa en el F. K. Viktoria Žižkov de la Liga Nacional de Fútbol de la República Checa.

## Selección nacional
Kúdela es internacional con la selección de fútbol de la República Checa desde 2019. Antes fue internacional sub-17, sub-18, sub-19, sub-20 y sub-21.

## Clubes
| Club                    | País            | Año       |
| ----------------------- | --------------- | --------- |
| 1. F. C. Slovácko       | República Checa | 2005-2007 |
| A. C. Sparta Praga      | República Checa | 2007-2008 |
| S. K. Kladno (cedido)   | República Checa | 2007      |
| F. K. Mladá Boleslav    | República Checa | 2009-2017 |
| F. C. Ordabasy (cedido) | Kazajistán      | 2014      |
| F. C. Slovan Liberec    | República Checa | 2017-2018 |
| S. K. Slavia Praga      | República Checa | 2018-2022 |
| Persija Jakarta         | Indonesia       | 2022-2025 |
| F. K. Viktoria Žižkov   | República Checa | 2025-     |

## Palmarés

### Títulos nacionales
| Título                               | Club            | País            | Año  |
| ------------------------------------ | --------------- | --------------- | ---- |
| Liga de Fútbol de la República Checa | Slavia de Praga | República Checa | 2018 |
| Liga de Fútbol de la República Checa | Slavia de Praga | República Checa | 2019 |
| Copa de la República Checa           | Slavia de Praga | República Checa | 2019 |
| Liga de Fútbol de la República Checa | Slavia de Praga | República Checa | 2020 |
| Liga de Fútbol de la República Checa | Slavia de Praga | República Checa | 2021 |
| Copa de la República Checa           | Slavia de Praga | República Checa | 2021 |